# Linia kolejowa 113 Zohor – Záhorská Ves
Linia kolejowa nr 113 Zohor – Záhorská Ves – linia kolejowa na Słowacji o długości 14,5 km, łącząca Zohor z miejscowością Záhorská Ves. Jest to linia jednotorowa oraz niezelektryfikowana.